# William Cockayne
Sir William Cockayne (Cokayne) (1561 - 20 oktober 1626) was een Britse handelaar en politicus.
William Cockayne was een Londense koopman, die in 1619 raadslid en zelfs burgemeester van de City of London werd. Als lid van de Londense gemeenteraad en tevens gouverneur van de Eastland Company van Engelse kooplieden, ontwikkelde hij in 1614 een plan, het Cockayne-project, dat export van witte, onbewerkte stof naar Duitsland en Nederland sterk moest worden beperkt. In de plaats daarvan moest afgewerkte stof worden verhandeld. De bedoeling was om de winst van de Engelse wolindustrie, destijds de belangrijkste industrie van Engeland, te maximaliseren.
Cockayne overtuigde koning Jacobus I van Engeland om hem het monopolie op de export van stoffen te geven. Terwijl dit plan bedoeld was om de winsten van de Engelse lakenhandelaren in het algemeen te vergroten, gingen die voornamelijk naar Cockayne zelf. Wel werden de koninklijke douanerechten sterk verhoogd.  Cockayne's plan bleek een fatale fout. De Nederlandse handelaren weigerden de duurdere afgewerkte stoffen te kopen. Ook, de smaak op het vasteland kwam niet overeen met die van Engeland. Uiteindelijk leidde het plan tot tientallen jaren competitieverlies bij de Engelse textielnijverheid.
- Library of Congress Control Number: nr93052093
- SNAC: w6cd11ks
- Virtual International Authority File: 46640811
- WorldCat: E39PBJqQwkWRwMQ4PrC3th34v3